# Алпарслан: Великите селджуки
Aлпарслан: Великите селджуки (на турски: Alparslan: Büyük Selçuklu) е исторически и фантастичен турски телевизионен сериал, продуциран от Akli Film, режисиран от Седат Инджи и написан от Eмре Koнук. Първият епизод е излъчен на 8 ноември 2021 г. Сериалът е продължение на поредицата Пробуждане: Великите селджуки, която е излъчвана между 2020 и 2021 г., въпреки че разказва за праисторическия период. Сериалът се занимава с държавното устройство, политическите събития, войните на Великата селджукска империя и живота на султан Алпарслан.

## Подготвителна фаза
След като сериалът, наречен Пробуждане: Великите селджуки, който се излъчва по TRT 1 между 2020 г. и 2021 г., прави сезонния си финал със своя 34-ти епизод, всички актьори в сериала се разделят по неизвестни причини (с изключение на Meхмет Йозгюр). Тогава продуцентът на сериала Емре Конук обявява, че ще се завърнат на екраните с чисто нови актьори и чисто нова история през следващия сезон. Ще се върнем приблизително 45 години назад от годината, в която е описан периодът на султан Меликшах, тоест историята на живота на баща му султан Алпарслан. Първият актьор, който се присъединява към този нов проект, е Баръш Ардуч. Казано е, че Баръш Ардуч ще играе ролята на Алпарслан.
По-късно актьорите от сериала, заедно с други актьори, съгласни с проекта, преминават специално обучение по конна езда, стрелба със стрели и използване на меч от Националната компания за действие (номадски каскади, османски каскади) от Казахстан.

## Сюжет
Благословеното пътуване на султан Алпарслан, отворил вратите на Анадола за турците...
В деня, когато великият селджукски султан Тугрул бей трябва да назначи свой наследник, той получава новината, че византийците са избили туркмените. След това той нарежда експедиция до Анадола. Някои мистериозни убийци атакуват селджукските принцове, които тръгват на кампания. Следите от нападението отвеждат Алпарслан до място, което не е очаквал. Докато Алпарслан преследва убийците, той спасява живота на Акча, туркменско момиче, избягало от византийското потисничество. Това става първата искра на епичната любов между Алпарслан и Акча Хатун. Алпарслан обаче не знае тайните, които Акча крие зад красотата си.
Византийският император изпраща генерал Дукас и капитан Роман Диоген в Ани, за да разрешат проблемите с туркмените. Въпреки това грешката, направена от Янис, сина на Ани Текфуру Кекавменос, кара султан Тугрул да вземе решение за война. Алпарслан, на когото е дадена добрата новина за благословени завоевания в сънищата, които е имал като дете, се изправя срещу византийската армия в Пасинлер със селджукската армия. Битката при Пасинлер ще бъде първата стъпка по благословения път на Алпарслан да отвори вратите на Анадола за турците.

## Актьорски състав
- Баръш Ардуч – султан Mухаммед Aлпарслан Бей
- Фахрие Евджен – Aкча Хатун
- Кайра Забджъ – Сеферийе Хатун
- Мехмет Йозгюр – Хасан Бей (Низамюлмюлк)
- Баръш Багджъ – Тугрул I
- Koрел Джезаирли – султан Сюлейман
- Юрдаер Окур – Eмир Бозан
- Сарп Левендоулу – Роман Диоген
- Гизем Караджа/Ханде Субашъ – Евдокия (сезон 1/сезон 2)
- Ердинч Гюленер – Чагръ Бей
- Уйгур Йозчелик – Ибрахим Йънал
- Серхат Тутумлуер – Teкфур Григор Гранос
- Деврим Салтоулу – Aрслан Бесасири
- Йозгюр Чевик – Koнт Леон

## Излъчване
| Сезон | Епизоди | Начало на сезона  | Край на сезона | Всички епизоди | ТВ сезон    | ТВ канал | Дата и час         |
| ----- | ------- | ----------------- | -------------- | -------------- | ----------- | -------- | ------------------ |
| 1     | 27      | 8 ноември 2021    | 30 май 2022    | 1 – 27         | 2021 – 2022 | TRT 1    | понеделник (20:00) |
| 2     | 32      | 19 септември 2022 |                | 28 – 61        | 2022 – 2023 | TRT 1    | понеделник (20:00) |